# اسم بيت

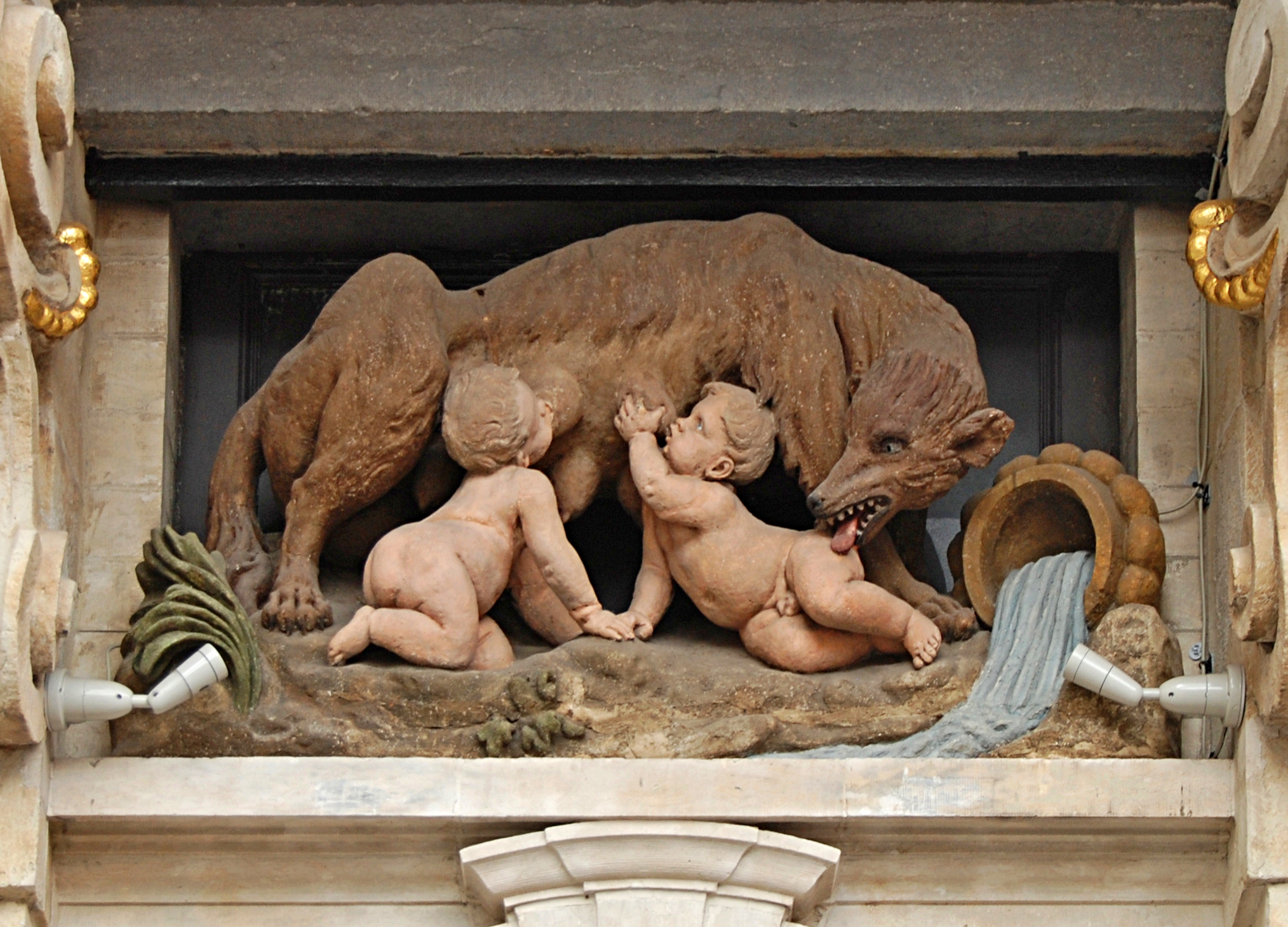

اسم البيت هو علم للبيت. وهو ضرب من اسم العمارة.